# Souagui
Souagui là một đô thị thuộc tỉnh Médéa, Algérie. Dân số thời điểm năm 2002 là 19.059 người.